# Phytoseius aleuritius
Phytoseius aleuritius är en spindeldjursart som beskrevs av Wu 1981. Phytoseius aleuritius ingår i släktet Phytoseius och familjen Phytoseiidae. Inga underarter finns listade i Catalogue of Life.